# Метод синтаксических шаблонов
Ме́тод синтакси́ческих шабло́нов — техника автоматического преобразования формализованных структур знаний, хранимых в базе данных, в тексты естественного языка, основана на концепции падежной грамматики Чарльза Филлмора.
Знаниями являются факты и правила. Правила фиксируют связи между фактами. Формализация фактов и правил осуществляется путём разбиения их на семантические классы — множества фактов или правил одинаковой семантической структуры. Каждому семантическому классу сопоставляется фрейм (отношение) с переменными слотами (аргументами). Формализованным представлением факта или правила является фрейм с конкретизированными слотами.
Синтаксическим шаблоном называется лингвистическая конструкция, определяющая отображение семантического класса в множество правильных (удовлетворяющих грамматическим правилам) предложений естественного языка. Каждому слоту фрейма данного семантического класса сопоставлена лексическая функция, преобразующая каждое возможное значение этого слота в словосочетание естественного языка. В результате фрейм с конкретизированными слотами, кодирующий факт или правило, преобразуется в лексически и грамматически корректное предложение естественного языка.